# Křížová cesta (Horní Pelhřimov)
Zaniklá křížová cesta v Horním Pelhřimově na Chebsku se nacházela při cestě ke kostelu svaté Anny v centru obce. Areál kostela byl obklopen hřbitovem, obehnaným kamennou zdí.

## Historie

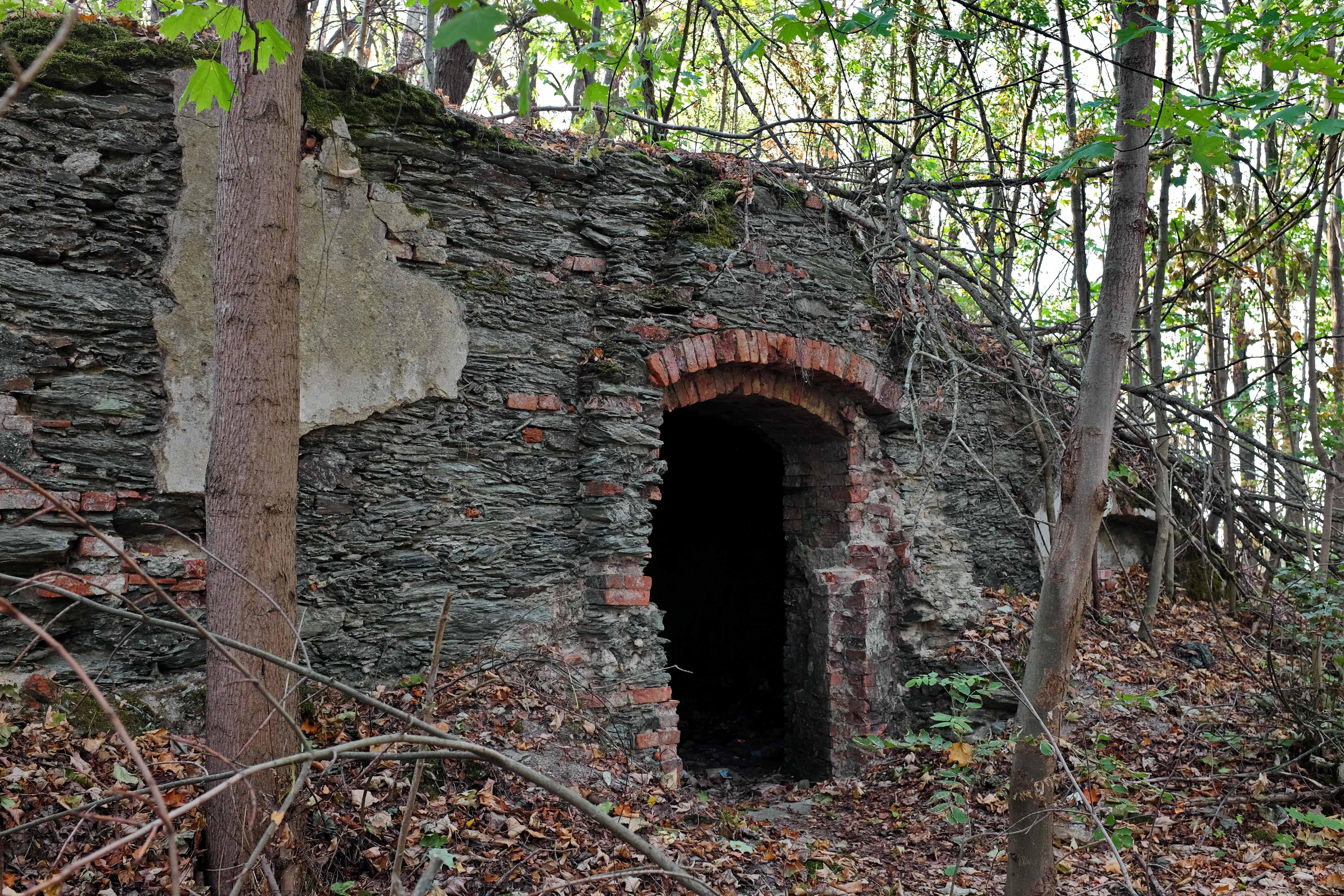
Zřícenina poutní kaple u zaniklého kostela sv. Anny

Křížová cesta, tvořená drobnými výklenkovými kaplemi, lemovala cestu ke kostelu svaté Anny. Kapličky měly ve výklenku vyobrazení křížové cesty.
Po roce 1945 se městečko stalo součástí hraničního pásma. Kostel chátral, poslední výklenková kaple s Kalvárií byla proměněna ve vojenský bunkr. 8. dubna 1967 byl vydán definitivní demoliční výměr a krátce poté byl kostel odstřelen. Kaple Kalvárie byla zničena již před rokem 1957.